# Casa Pimentel
A Casa Pimentel localiza-se na freguesia de Braga (Maximinos, Sé e Cividade), cidade e município de Braga, distrito do mesmo nome, em Portugal.
Está situada em frente à Casa de Santa Cruz do Igo, no Largo das Carvalheiras.
Encontra-se classificada como Imóvel de Interesse Público desde 6 de outubro de 1967.

## História
Foi propriedade do Conselheiro Jerónimo da Cunha Pimentel, antigo Presidente da Câmara Municipal de Braga e governador civil do distrito, falecido em 1898.
Atualmente é sede da cooperativa agrícola Cavagri, estando em projeto ser transformada em hotel de charme.

## Caraterísticas
Na fachada, aprensentam-se duas pedras brasonadas que nada têm a ver com os últimos titulares da casa. 
Uma dessas pedras, representando uma corda enrolada em voluta, tem na sua bordadura a legenda:
“IVSTVN (sic) DEDVCET DPMINVS PER VIAS RECTAS”.
É a representação heráldica da família Da Corda. Foi mandada fazer por Tomé da Corda, que se mudou para Braga, na companhia do Arcebispo D. Jorge da Costa (1486/1501) e viveu no Campo de Santana. Foi escudeiro fidalgo, tabelião e vereador da Câmara de Braga.

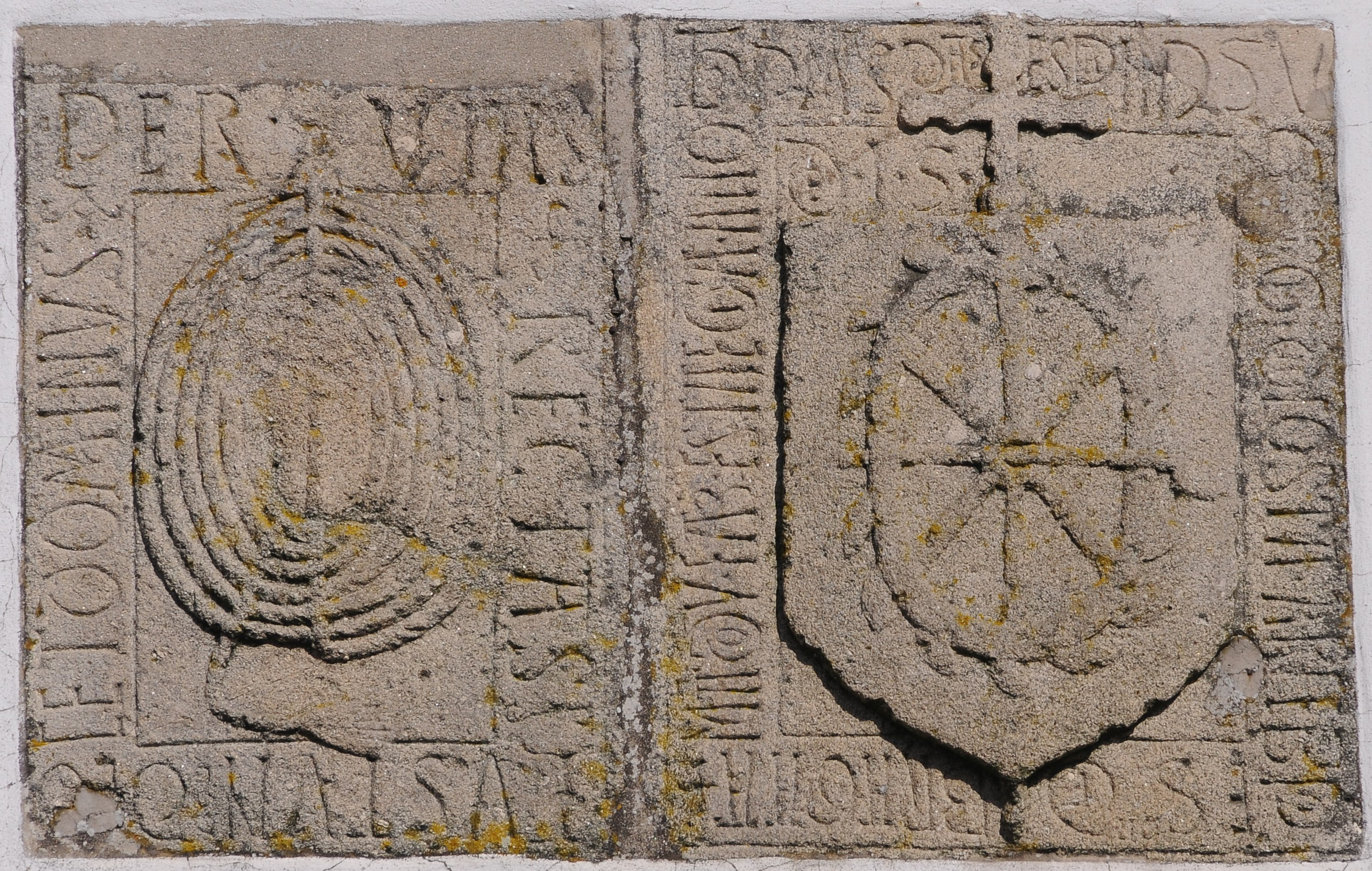

A outra, de representação da heráldica das dignidades religiosas, simboliza o martírio de Santa Catarina – uma roda de navalhas, com a sua manivela e uma cruz ao alto, suas armas de fé - e está rodeada da legenda:
“HO PRIMAS DAS ESPANHAS GIORGE DA COSTA ARCEBISPO E SENHOR DE BRAGA MANDOV FAZER ESTA EGREIA NO ANO DE 1500”,
Estas pedras pertenciam à antiga Capela de São Bartolomeu e estavam colocadas na fachada. Foram dali retiradas, quando D. Rodrigo de Moura Telles resolveu demolir a capela fundada por D. Jorge da Costa e instalar, no mesmo local, a Capela de São Gonçalo e criar numas casas ao lado, que comprou, o Recolhimento de Santa Maria Madalena (Convertidas).